# Phí Công Tín
Phí Công Tín (tiếng Trung: 費公信; ? – ?) hay Lý Công Tín (tiếng Trung: 李公信) là một đại thần nhà Lý trong lịch sử Việt Nam.

## Tiểu sử
Phí Công Tín, không rõ quê quán, giữ chức nội lệnh thư gia thời vua Lý Thần Tông.
Năm 1128, Phí Công Tín được Lý Thần Tông thăng chức Phụng nghị lang, nội thư gia. Khi Thần Tông đi xem đại hội Linh Quang (một ngày hội của Phật giáo) thì lấy Phí Công Tín với Tả ti Ngụy Quốc Bảo làm nội thường thị. Nội thường thị trong quan chế Trung Quốc thường do hoạn quan đảm nhiệm, nhưng nhiều khả năng là chỉ người hầu cận, thân tín.
Năm 1129, Phí Công Tín được thang chức tả ti lang trung. Đến năm 1135, vua Lý Thần Tông ban quốc tính cho tả ti lang trung Phí Công Tín, cũng cho ông được hưởng đặc quyền vào cung cấm để bàn việc nước với vua mà không cần kiểm tra, ngăn cấm.
Năm 1136, Lý Công Tín được thăng lên chức Thiếu sư, trật Minh Tự.
Năm 1138, Lý Thần Tông qua đời, vua Lý Anh Tông nối ngôi khi mới 3 tuổi. Mọi quyền lực trong triều đình rơi vào Phụ quốc Thái úy Đỗ Anh Vũ. Trong thời gian Đỗ Anh Vũ nắm quyền, triều đình đổ nát. May nhờ có các trọng thần như Tô Hiến Thành, Hoàng Nghĩa Hiền, Lý Công Tín nên Anh Vũ mới không có mưu đồ khác.
Thời Lý Anh Tông, Lý Tông Tín giữ chức Thiếu bảo. Năm 1158, ông được vua Anh Tông phái đi chiêu mộ dân đinh, chia ra các hạng và lấy người bổ sung cho việc thờ cúng ở Thái miếu và Sơn Lăng.
Đầu năm 1159, Đỗ Anh Vũ chết, quyền lực trong triều được trả về tay vua Lý Anh Tông. Cũng năm này, Lý Công Tín xin được đổi về họ cũ và được vua cho phép.
Tháng 2 năm 1161, Phí Công Tín cùng Thái úy Tô Hiến Thành được vua Anh Tông giao nhiệm vụ tuyển dân đinh để bổ sung quân ngũ. Hai người tuyển lựa kỹ càng, chia thành đội ngũ, cử người thạo binh pháp đến huấn luyện.
Năm 1162, có binh lính đào ngũ tụ tập làm cướp, ở bên đường cướp bóc người dân. Lý Anh Tông pháp Phí Công Tín cầm quân đi đánh dẹp.
Sau đó không còn ghi chép gì về Phí Công Tín nữa. Ông phục vụ cho nhà Lý hơn 30 năm (1128 – 1162) dưới hai triều vua.

## Nhận xét
Trần Trọng Kim nhận định rằng, nhờ các đại thần như Tô Hiến Thành, Hoàng Nghĩa Hiền, Phí Công Tín mà Đỗ Anh Vũ dù lộng hành nhưng không dám có ý tiếm việt. Một sử gia miền nam trước 1975 cho rằng nhờ có sự tồn tại của Hoàng Nghĩa Hiền và Phí Công Tín nên chính trị nhà Lý mới không bị suy sụp dưới sự lộng quyền của Đỗ Anh Vũ.